# Annikoru (Elva)
Annikoru est un village de la commune de Konguta du comté de Tartu en Estonie.
Au 31 décembre 2011, il compte 294 habitants.